# 대전송강초등학교
대전송강초등학교(大田松江初等學校)는 대한민국 대전광역시 유성구에 있는 공립 초등학교이다.

## 학교 연혁
- 1995년 3월 1일 대전송강초등학교 개교(14학급)
- 1998년 9월 1일 대전보덕초등학교 분리
- 2000년 10월 21일 대전광역시교육청 지정 학습부진아 지도 시범학교1차 공개정보
- 2001년 6월 20일 대전광역시교육청 지정 학습부진아 지도 시범학교2차 공개정보
- 2003년 3월 1일 대전광역시교육청 지정 학교교육정보시스템 시범학교2년차
- 2005년 3월 1일 58학급 편성
- 2005년 9월 1일 대전두리초등학교 분리(40학급 편성)
- 2007년 3월 1일 36학급 편성
- 2008년 2월 19일 제13회 졸업식(158명)
- 2008년 3월 1일 38학급 편성(특수학급1)
- 2009년 2월 18일 제14회 졸업식(171명)
- 2009년 3월 1일 36학급 편성(특수학급)
- 2010년 3월 1일 임성택교장선생님 부임, 39학급 편성(특수학급)
- 2011년 2월 18일 제16회 졸업식(207명)
- 2011년 3월 1일 38학급 편성(특수학급)
- 2013년 2월 14일 제18회 졸업식(총 졸업생 수 3,941명)
- 2013년 3월 1일 36학급 편성(특수학급 포함)
- 2013년 3월 1일 통일교육원 지정 통일교육 시범학교 운영(2년차)
- 2014년 2월 13일 제19회 졸업식(총 졸업생 수 4,110명)
- 2014년 3월 1일 이의준 교장선생님 부임, 37학급 편성(특수학급 포함)
- 2015년 2월 13일 제20회 졸업식(총 졸업생 수 4,229명)
- 2015년 3월 1일 36학급 편성(특수학급 포함)

## 참고 자료
- 대전송강초등학교 - 한국교육학술정보원 학교알리미